# Кът Харисън
Кът Харисън (на английски: Cuth Harrison) е бивш британски автомобилен състезател, пилот от Формула 1. Роден на 6 юли 1906 г. в Шефилд, Великобритания.

## Формула 1
Кът Харисън прави своя дебют във Формула 1 в Голямата награда на Великобритания през 1950 г. В световния шампионат записва 3 състезания като не успява да спечели точки, състезава се за отбора на ЕРА.